# Campionat turc de futbol
El Campionat turc de futbol, anomenat Türkiye Futbol Şampiyonasi, fou la primera competició nacional de futbol a Turquia amb clubs de les diferents regions. Era organitzat per la Federació Turca de Futbol (Futbol Hey'et-i Müttehidesi).
Es disputava en format de copa i hi prenien part els campions de totes les lligues regionals. Era una competició de caràcter amateur i començà a disputar-se l'any 1924 i deixà de jugar-se el 1951. No es disputà totes les temporades.

## Historial
- 1924:  Harbiye (1)
- 1925-26: no es disputà
- 1927:  Muhafızgücü SK (1)
- 1928-31: no es disputà
- 1932:  Istambulspor SK (1)
- 1933:  Fenerbahçe SK (1)
- 1934:  Beşiktaş JK (1)
- 1935:  Fenerbahçe SK (2)
- 1936-39: no es disputà
- 1940:  Eskişehir Demirspor (1)
- 1941:  Gençlerbirliği SK (1)
- 1942:  Harp Okulu SK (2)
- 1943: no es disputà
- 1944:  Fenerbahçe SK (3)
- 1945:  Harp Okulu SK (3)
- 1946:  Gençlerbirliği SK (2)
- 1947:  Ankara Demirspor (1)
- 1948: no es disputà
- 1949:  Ankaragücü (1)
- 1950:  Göztepe (1)
- 1951:  Beşiktaş JK (2)